# Sapromyza sororia
Sapromyza sororia is een vliegensoort uit de familie van de Lauxaniidae. De wetenschappelijke naam van de soort is voor het eerst geldig gepubliceerd in 1896 door Williston.